# Albin Helldén
Albin Joel Helldén, född 30 september 1866 i Hälleviksstrand, Bohuslän, död 18 oktober 1937 i Hällbybrunn utanför Eskilstuna, var en svensk skulptör och träsnidare. 
Albin Helldén studerade 1882–1886 på Slöjdföreningens skola i Göteborg. Han arbetade därefter som ornamentsbildhuggare bland annat i Karlshamn, Örebro, Stockholm, Göteborg och Malmö. I början av 1900-talet slog han sig ned i Lindesberg där han startade en snickeriverkstad för tillverkning av "konstnärliga" möbler. Han sålde dock snart verkstaden och flyttade i stället till Eskilstuna. Efter en tid inne i staden flyttade han 1908 till Hällbybrunn.
Helldén studerade vid Académie de la Grande Chaumière i Paris 1913. Han har varit verksam vid prydandet av ett stort antal kyrkor i Södermanland med dopfuntar, krucifix, nummertavlor och andra träsniderier. Till exempel Torshälla kyrka, Björnlunda kyrka, Vadsbro kyrka, Bettna kyrka, Björkviks kyrka, Klosters kyrka och Hällbybrunns församlingshem.  Han har också gjort ett stort antal porträttbyster, i mindre skala arbetat i lera och marmor och dessutom utfört mera hantverksbetonade arbeten.

## Galleri

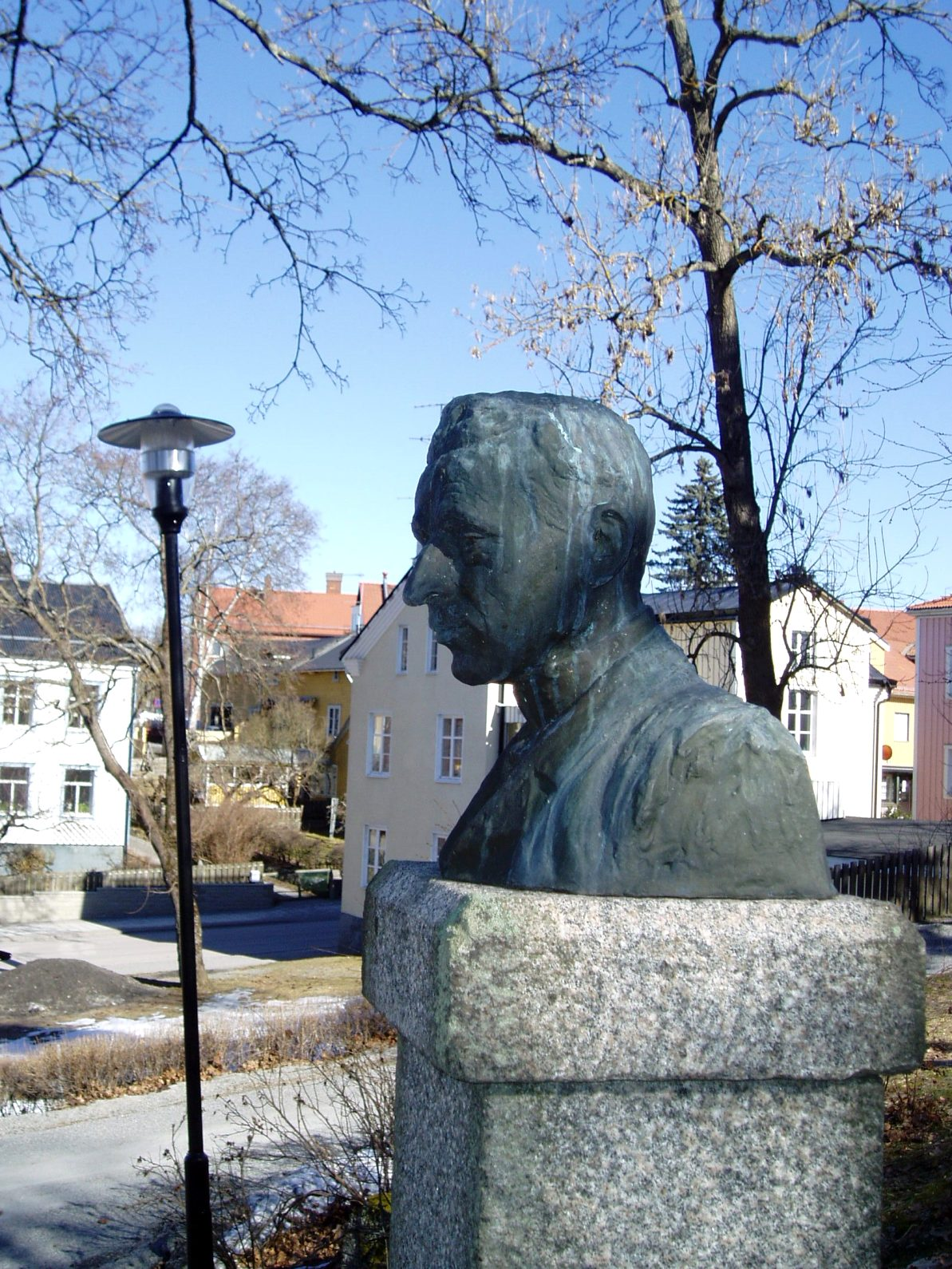
Byst av Georg Nyström, Torshälla.
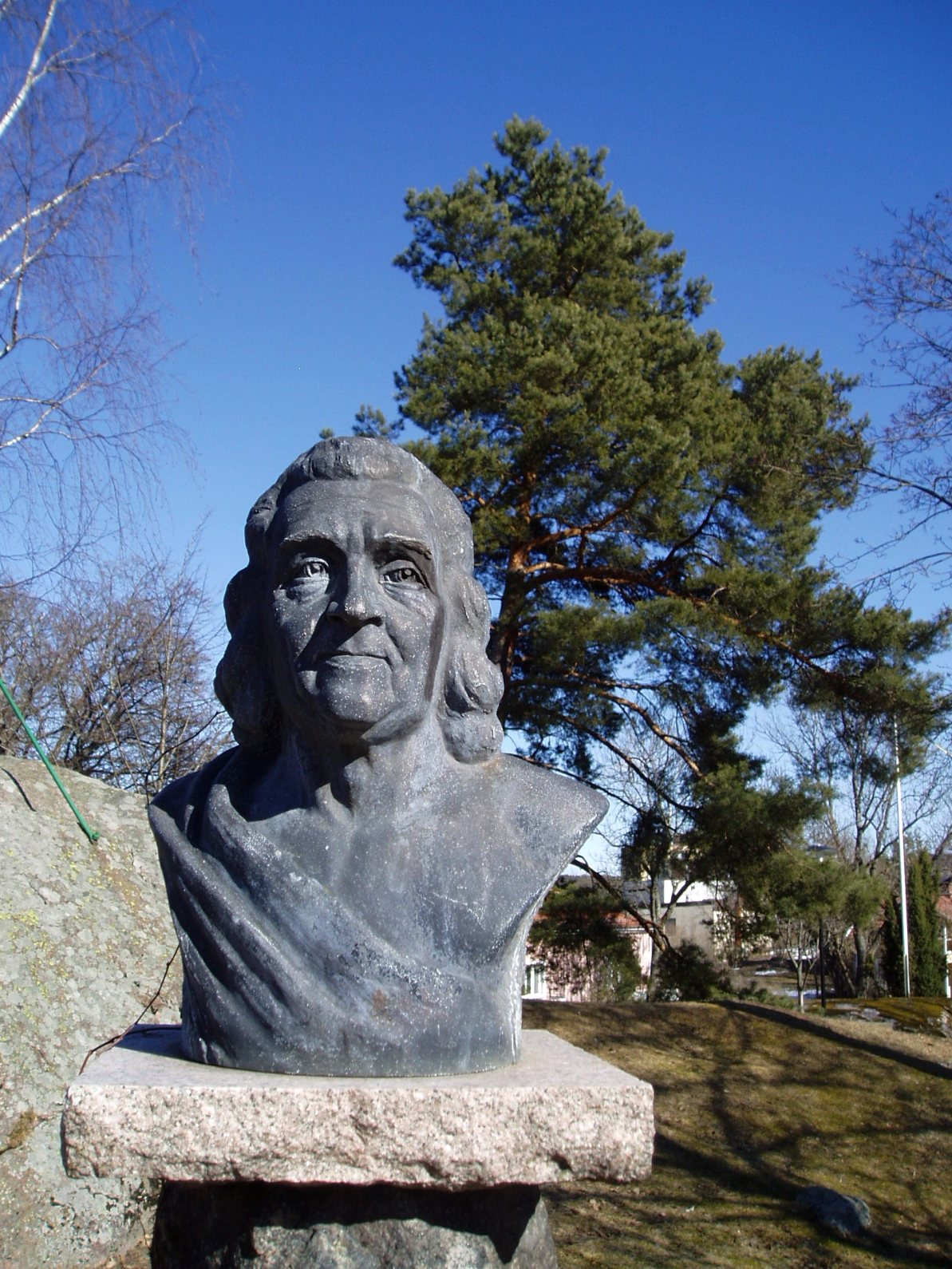
Byst av Carl von Linné, Torshälla.